# Estación de Felanich
Felanich (en mallorquín Felanitx) era una estación ferroviaria situada en el municipio español homónimo en Mallorca, comunidad autónoma de Islas Baleares. Fue la estación terminal del ramal ferroviario que arrancaba desde la estación de Santa María entre 1897 y 1967, año de su clausura.

## Situación ferroviaria
Se encontraba situada en el punto kilométrico 42,803 del ramal ferroviario de Santa María a Felanich, a 97 metros de altitud. El trazado era de ancho tres pies y estaba sin electrificar.

## Historia

### Primeros años
La línea a la que pertenece la estación fue un proyecto de Ferrocarriles del Centro y Sud-Este de Mallorca, constituida en 1875. El 30 de abril de 1876 se creó Ferrocarriles de Mallorca S.A., que llevaría a cabo las obras, por fusión de Ferro-carril de Mallorca y la Compañía de Los Ferrocarriles del Centro y Sud-Este de Mallorca. Finalmente, el 7 de septiembre de 1897 se conectó Felanich con la apertura de la sección entre Santa María y esta estación, mediante un ramal de 42,79 km. El ancho de la vía era de tres pies (914 mm).
Los estudios iniciales incluían un tramo más entre Felanich y Porto Colom de 19,28 km, proyecto que quedaría definitivamente descartado, al igual que el ferrocarril de Palma a Felanich por Llucmajor y Porreras proyectado en 1876. Tampoco se llevó a cabo el ferrocarril de Felanich a Manacor, de 12,54 km. Este último ferrocarril se aprobó el 15 de enero de 1885, no llevándose a cabo por desavenencias entre ambos municipios.
En 1941, al no ser la línea de ancho ibérico, la estación no fue nacionalizada y transferida a la recién creada RENFE, sino que pudo conservar su autonomía, al menos durante una década.

### Bajo EFE y FEVE
El 1 de agosto de 1951 las líneas de los Ferrocarriles de Mallorca se nacionalizan y pasan a ser gestionados por Explotación de Ferrocarriles por el Estado (EFE). En 1956 comenzaron a circular los primeros automotores Ferrostaal traídos de Alemania. Fueron cuatro unidades de un solo coche que estuvieron en servicio hasta que fueron destruidas por un incendio diez años más tarde. El patrimonio ferroviario de Ferrocarriles de Mallorca quedó incorporado definitivamente al estado en 1959. EFE inició un proceso de sustitución de la tracción vapor por diésel, que supuso la eliminación de la tracción a vapor, cuyo último servicio aconteció el 12 de diciembre de 1964.
Sin embargo, con la creación de FEVE la explotación quedó a cargo de nueva compañía estatal en 1964. El 31 de diciembre de 1967 fue clausurado el ramal que partía de Santa María a esta estación.

## La estación
Se caracterizaba por poseer uno de los edificios de viajeros más grandes de la red —a pesar de estar formado por un solo cuerpo— y por la gran actividad de transporte de mercancías que allí tenía lugar, especialmente de vino. Contaba además con otros elementos propios de las estaciones terminales, como cocheras, depósito de agua o una plataforma giratoria. Tras el cierre del ramal el edificio fue derruido, aunque todavía se conservan algunas edificaciones auxiliares como el almacén.